# Ormosia holotricha
Ormosia holotricha är en tvåvingeart som först beskrevs av Osten Sacken 1860.  Ormosia holotricha ingår i släktet Ormosia och familjen småharkrankar. Inga underarter finns listade i Catalogue of Life.